# The Diodes
The Diodes est un groupe de punk rock canadien, originaire de Toronto, en Ontario. Ils comptent au total cinq albums : Diodes (1977), Released (1979), Action-Reaction (1980),  Survivors (1982), et Time/Damage Live 1978 (2010). Ils sont l'un des premiers groupes canadiens à jouer ce style musical.

## Biographie
The Diodes est formé en octobre 1976 à l'Ontario College of Art (désormais OCAD). Les membres jouent leur premier concert avec Talking Heads en janvier 1977. Le groupe, et leur agent artistique Ralph Alfonso, ouvriront pour le premier nightclub punk de la ville, Crash 'n' Burn, en juin 1977. Les premiers groupes à y jouer sont The Nerves, avec The Diodes. The Dead Boys joueront aussi au Crash 'n' Burn. Le club est fermé à l'été 1977, après une plainte du Parti libéral de l'Ontario.
Le groupe publie son premier enregistrement en été 1977, un single avec Bruce Eves et Amerigo Maras du Centre For Experimental Art and Communication (CEAC). The Diodes joue au CBGBs de New York en juillet 1977 avec The Cramps aux côtés de The Viletones, Teenage Head, The Curse, The B Girls et The Dents. Ils signent avec Columbia Records au Canada peu après, en août 1977, publiant leur premier album, l'éponyme The Diodes en octobre 1977. Il est produit par Bob Gallo et accompagné par un single.
The Diodes feront la couverture du magazine Maclean's le 9 janvier 1978. En 1979, The Diodes publient un deuxième album, lui aussi produit par Bob Gallo, chez Epic Records au Canada, après un an de report. Ironiquement intitulé Released (publié), à cause de problèmes internes entre le groupe et leur label, il ouvre de nouveau avec la chanson Red Rubber Ball.
En 1980 sort leur troisième album, Action/Reaction, au label indépendant, Orient Records, distribué par RCA. Il est produit par Ian Gunther et Willi Morrison. Le groupe effectue quelques concerts à Los Angeles avec Circle Jerks et Agent Orange. Ils jouent aussi à San Francisco. L'année suivante, ils tournent au Canada avec les U2, Ultravox, Gary Numan and Split Enz. En 1981, John Catto et Paul Robinson emménagent à Londres, en Angleterre, pour lancer une nouvelle même brève version des Diodes avec le bassiste Steve Robinson (ex-Barracudas) et le batteur Richard Citroen (ex-Loved Ones).
De retour au Canada, le groupe devient High Noon (composé de John Catto, Paul Robinson, Steve Robinson, David Buckley (ex-Barracudas), et Rick Zsigmond) en 1983. High Noon ne dure que jusqu'en 1985.

## Membres
- Paul Robinson - chant
- John Catto - guitare
- Ian Mackay - basse
- John Hamilton - batterie
- Mike Lengyell - batterie
- David Clarkson - basse
- John Corbett - basse
- Bent Rasmussen - batterie
- Steve Robinson - basse
- Richard Citroen - batterie

## Discographie
- 1977 : Diodes
- 1979 : Released
- 1980 : Action-Reaction
- 1982 : Survivors